# Kanton Champagne-en-Valromey
Kanton Champagne-en-Valromey (fr. Canton de Champagne-en-Valromey) byl francouzský kanton v departementu Ain v regionu Rhône-Alpes. Skládal se ze 14 obcí. Zrušen byl po reformě kantonů 2014.

## Obce kantonu
- Artemare
- Belmont-Luthézieu
- Béon
- Brénaz
- Champagne-en-Valromey
- Chavornay
- Lochieu
- Lompnieu
- Ruffieu
- Songieu
- Sutrieu
- Talissieu
- Vieu
- Virieu-le-Petit